# Mary-Theresa Olivia Cornwallis-West

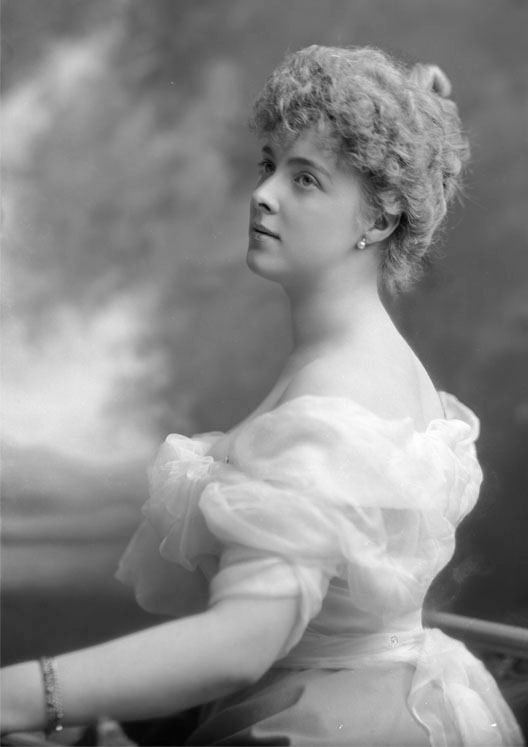
Prinses Daisy van Ples

Mary-Theresa Olivia Cornwallis-West, sinds haar huwelijk ook bekend als Prinses Daisy van Pless (Ruthin, (Wales), 28 juni 1873 - Waldenburg, (Polen), 29 juni 1943) was een bekende Britse patriciërsdochter in de tijd van koning Eduard VII.
Zij was een dochter van de Britse politicus kolonel William Cornwallis-West en diens vrouw Mary Fitzpatrick. Zelf trad ze op 8 december 1891 in het huwelijk met Hans Hendrik XV, regerend vorst van het kleine hertogdom Pless in Silezië. Deze Hans Hendrik was gedurende de Eerste Wereldoorlog een van de adjudanten van de Duitse keizer Wilhelm II. Hij was ook even in beeld als koning van het Regentschapskoninkrijk Polen. Daisy zelf diende in de Eerste Wereldoorlog als verpleegster in het Rode Kruis en zette zich actief in voor de wereldvrede. Zij was nauw bevriend met zowel de Duitse keizer als met de Engelse koning George V.
In Silezië speelde Daisy een grote rol bij de ontwikkeling van allerlei sociale initiatieven. Ze zette zich vooral in voor de verbetering van arme vrouwen en kinderen.  Onderwijl was ze gastvrouw van vrijwel alle vooraanstaande vorstenhuizen.
Na haar scheiding in 1922 publiceerde Daisy van Pless memoires die, omdat ze een inkijk gaven in het leven aan de belangrijkste Europese hoven, in enorme oplages werden gedrukt en verkocht. Daisy's broer, George, was getrouwd met de moeder van Winston Churchill nadat zij weduwe was geworden.

## Boeken van en over Daisy van Pless
- Princess Daisy of Pless, Princess Daisy of Pless by Herself,
- Princess Daisy of Pless, Better Left Unsaid,  1931.
- Princess Daisy of Pless, What I Left Unsaid,  1936.
- Princess Daisy of Pless, The Private Diaries of Princess Daisy of Pless - 1813 - 1974, 1950.
- Koch, John, Daisy Princess of Pless 1873-1943: A Discovery,  2003, ISBN 0973157909